# Glenside (Nouvelle-Zélande)
Pour les articles homonymes, voir Glenside.
Glenside est une banlieue de la cité de Wellington, qui est la capitale de la Nouvelle-Zélande, située dans le sud de l’Île du Nord.

## Situation
Elle est bordée par la banlieue de Tawa vers le nord, Churton Park vers l’ouest et le sud et Grenada à travers l’autoroute  Johnsonville–Porirua vers l’est avec la banlieue de Horokiwi, au sud, se trouve Johnsonville et à l’ouest, Ohariu.

## Histoire
Glenside fut colonisée pour la première fois en 1840.
Les Ngati Toa en sont les mana whenua (en).
Le secteur fut connu sous le nom de The Halfway de 1840 jusqu’en 1928.

## Transport
Middleton Road fut pendant une partie du XIXe siècle Old Porirua Road (en) en direction du nord à partir de Wellington.
Les transports publics sont fournis par les bus no 60 et no 60e de la société Metlink de Wellington via Johnsonville, qui descendent Middleton Road en direction de Tawa et Porirua.
Un rapport de 2017 dit qu’une station de train de banlieue est proposée près de Churton Park sur la ligne de Kapiti (en) (et actuellement dans Glenside) mais qu’elle était trop coûteuse.

## Toponymie
Un concours fut organisé pour changer le nom de la banlieue en 1928, pour coïncider avec l’ouverture du bureau de poste.
La propriétaire terrienne locale Mrs P.C. Watts suggéra que le nom de Glenside fut sélectionné.
Elle pensait que le secteur était une réminiscence d’un vallon écossais.

## La maison Halfway
La maison Halfway fut construite en 1841 par Anthony et Susannah Wall. 
La maison Halfway est une halte pour les voyageurs, habituellement à mi-chemin entre deux villages mais aussi pour les voyageurs allant de Wellington à Porirua le long du chemin maori. 
Le trajet de ce chemin de Kaiwharawhara à Porirua fut modifié et élargi et devint connu sous le nom de Porirua Road.

## Histoire du chemin maori et de l’ancienne Porirua Road
Le développement de Old Porirua Road (en) vers le nord de Halfway s’arrêtait au niveau de The Halfway du fait des tensions entre les administrateurs du Gouvernement et les Ngati Toa. 
Le problème pour les Ngati Toa comprenait l’achat, discutable des terres par le Colonel Wakefield (en) de la New Zealand Company avant la signature du traité de Waitangi en 1840.
Il en résulta ce qui fut appelé la Wairau Affray en 1843, les hostilités de la ferme de Boulcott Farm dans la vallée de Hutt en 1846 (en) en ensuite l'escarmouche à Battle Hill de 1846 (en).

## Piège anti-tank de la Seconde Guerre mondiale
Il y a des restes de Tank trap (en) de la Seconde Guerre mondiale  sur des terrains privés situés près de Middleton Road. 
À cette époque, ces pièges anti-chars furent construits sur la route qui était connue comme la Porirua Road, qui était la seule route entre la capitale Wellington et Porirua. 
Les restes de ces obstacles anti-chars furent redécouverts par des ouvriers du chemin de fer en 2008 .

## Camp de travaux publics et plan de construction
Un camp de travaux publics fut construit au niveau de Glenside pour loger les ouvriers construisant la déviation de Tawa Flat (en) sur le trajet de la ligne de chemin de fer de la Ligne principale de l’île du Nord (en), qui était en construction de 1924 à 1937. 
L'entrée nord du long tunnel no 2 est située à proximité de Glenside.
Les restes d’un broyeur de rochers sont présents au niveau de Rowells Road à Glenside, et peuvent être visibles à partir de Middleton Road. 
Les roches concassées par le broyeur étaient utilisées pour faire les fondations de la déviation du chemin de fer, et les restes du broyeur de roche forment une partie de Rowells Road , .